# كنيسة الخارطة (مادبا)
كنيسة القديس جاورجيوس أو كنيسة الخارطة هي كنيسة رومانية أرثوذكسية تقع وسط مدينة مادبا في الأردن. تُعد أحد أهم وأقدم كنائس المدينة، حيث تم تأسيسها عام 1896.
تم بناء الكنيسة على بقايا كنيسة بيزنطية يعود تاريخها إلى منتصف القرن السادس. تضم الكنيسة وثيقة جغرافية كتابية ممثلة بخارطة فسيفسائية للأراضي المقدسة من الأردن وفلسطين ودلتا النيل وفينيقيا (لبنان)، تصف ما يقارب 150 موقعا في المنطقة وخصوصا على ضفتي نهر الأردن. وتمتد الخريطة على جزء من أرضية الكنيسة، وتُقدر أبعادها بنحو 15.75 بالعرض و 5.60 م بالطول، وتشكل مدينة القدس مركزا لها. وقد سُميّت الكنيسة نسبة إلى القديس جورج أو جاورجيوس (الخضر).

## الصور

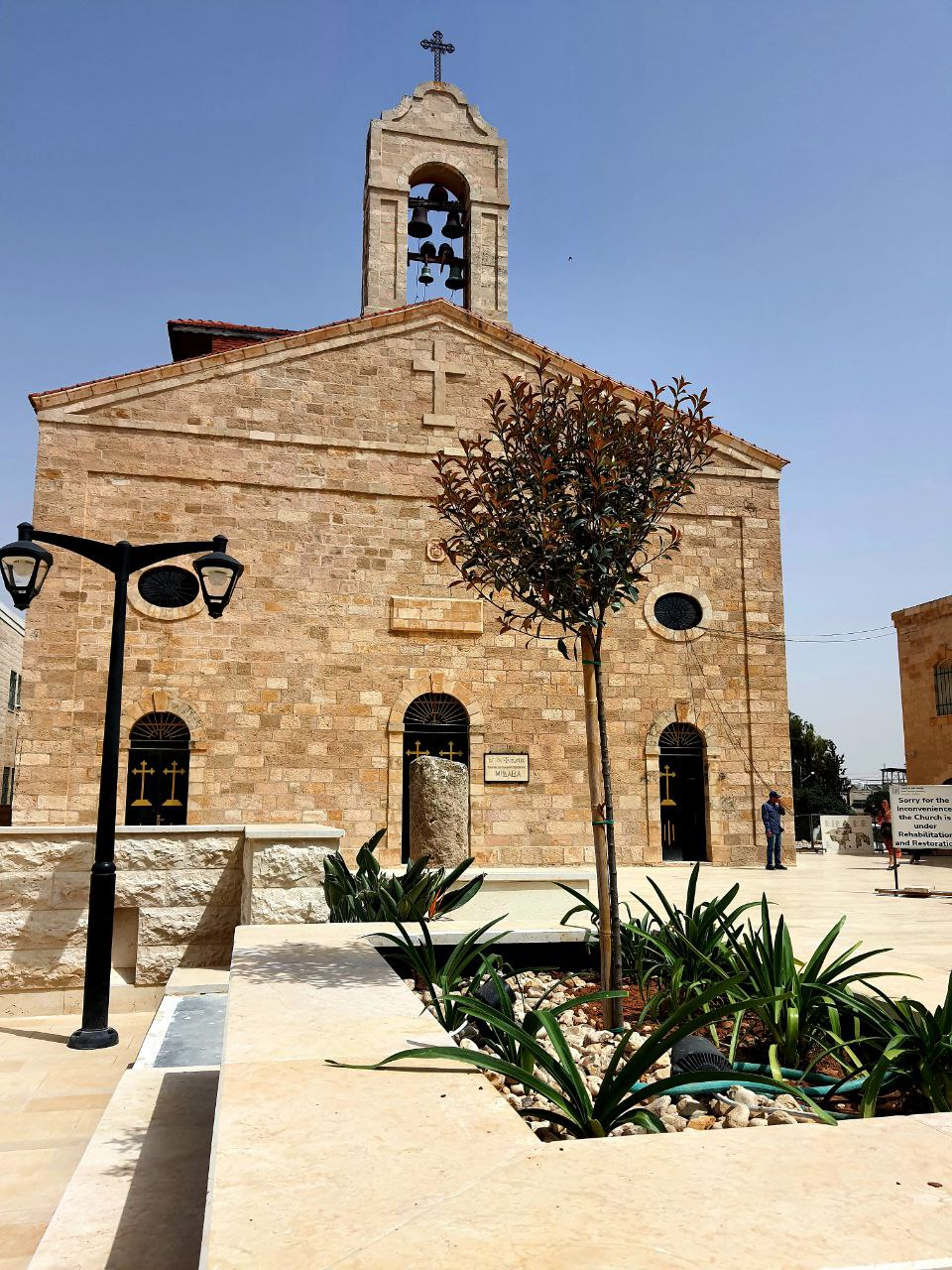
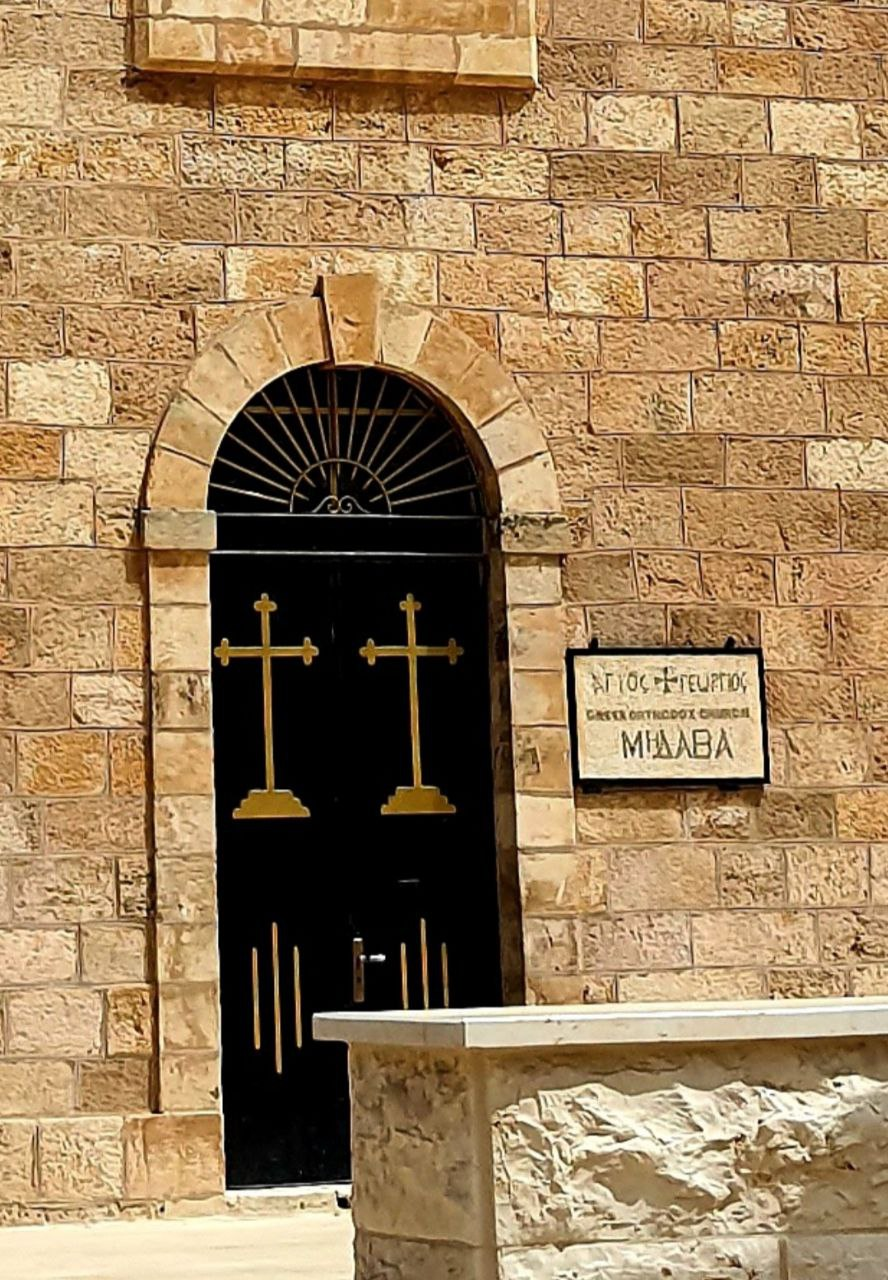
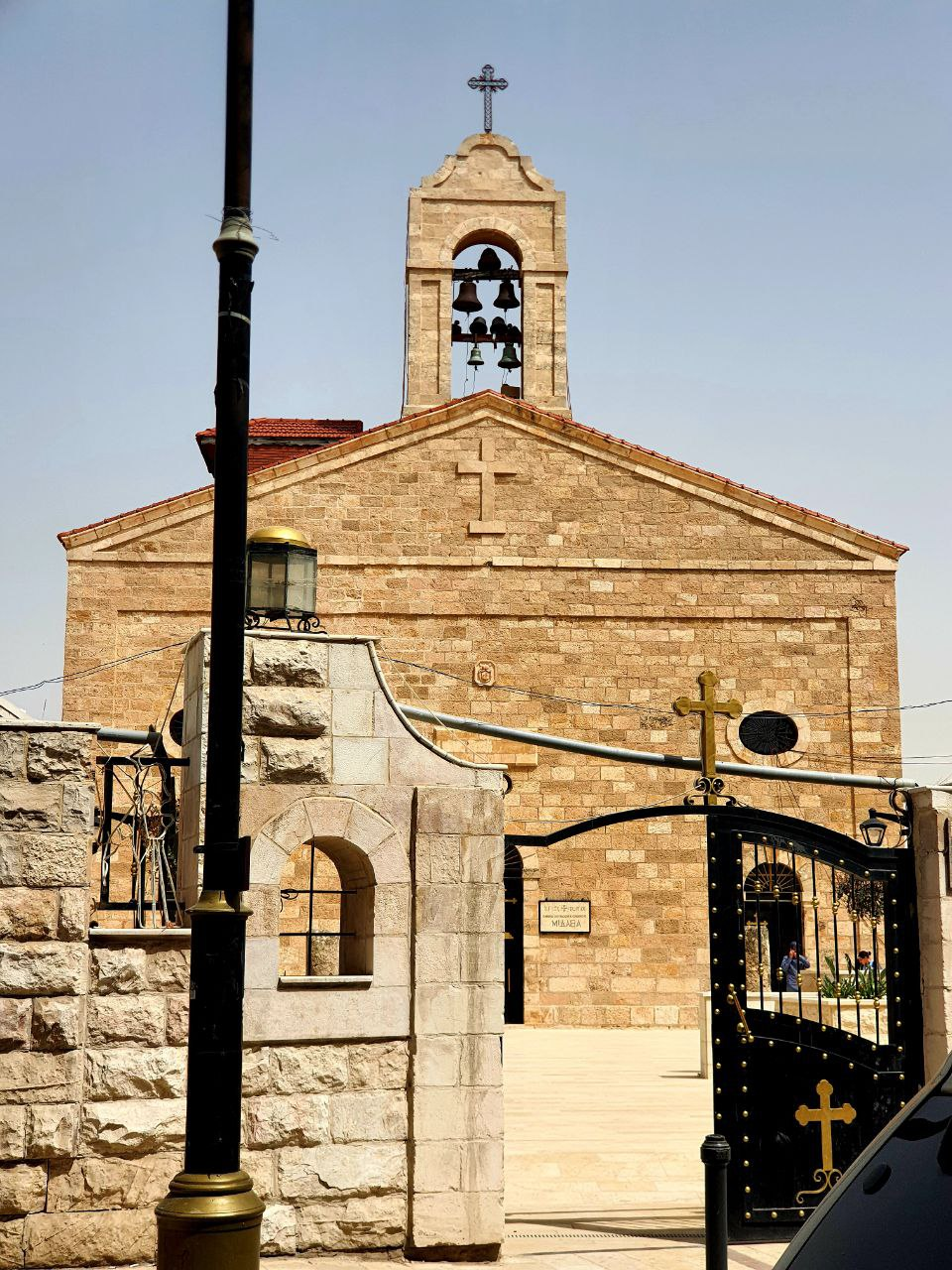

## انظر أيضا

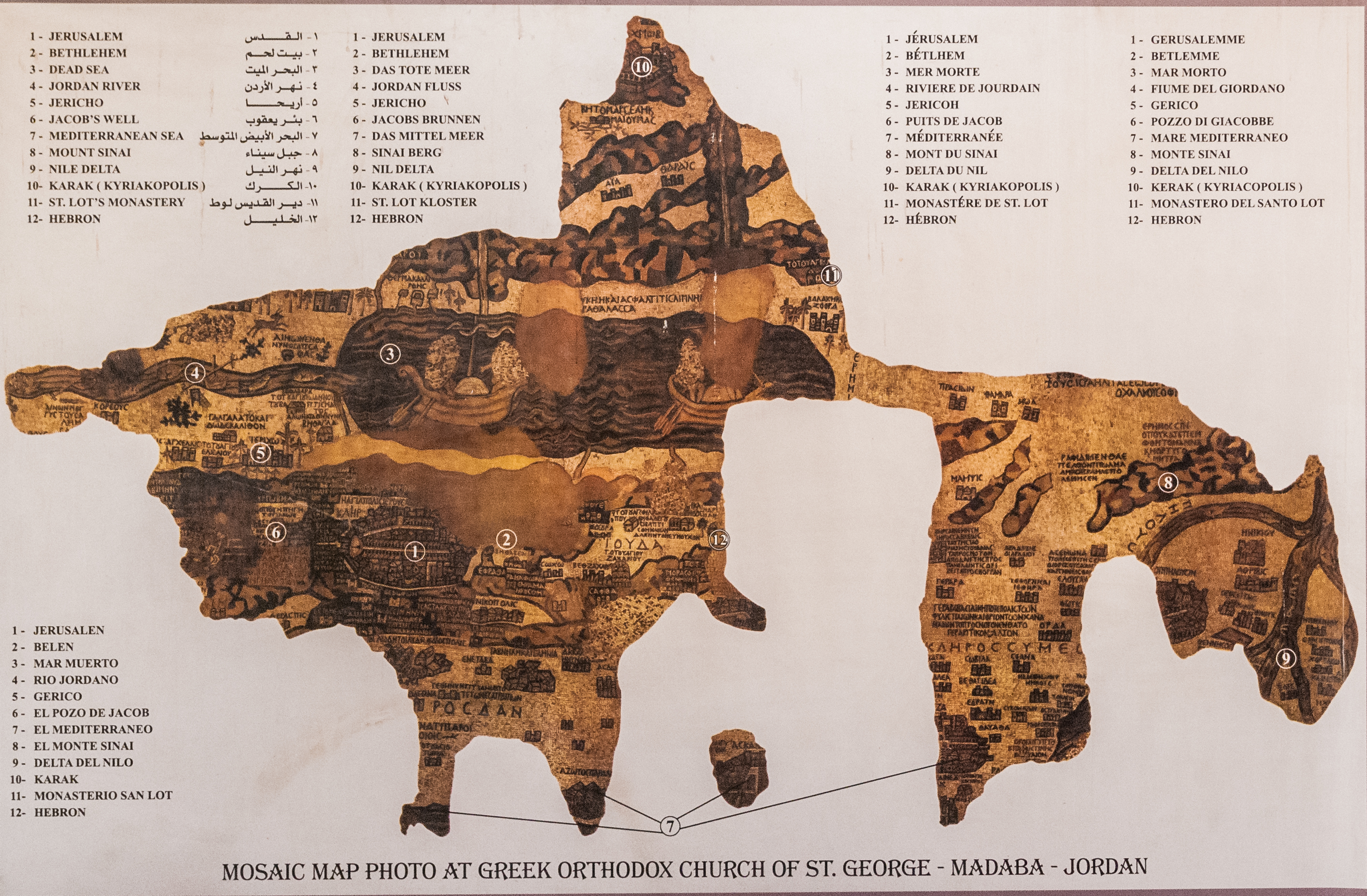
صورة لخريطة مادبا.

## وصلات خارجية
- مقالة عن الخريطة ونسخة عنها (بالألمانية) 1999 (PDF)
- خارطة ثلاثية الأبعاد للقدس
- خارطة مادبا نسخة محفوظة 1 فبراير 2018 على موقع واي باك مشين.
- خارطة مادبا الفسيفسائية على موقع معهد الآثار للفرانسيسكان
- خارطة مادبا الفسيفسائية على موقع جامعة سان فرانسيسكو
- القدس البيزنطية وخارطة مادبا
- خارطة مادبا من Bibleplaces.com